# 礼林镇
礼林镇，是中华人民共和国江西省景德镇市乐平市下辖的一个乡镇级行政单位。

## 行政区划
礼林镇下辖以下地区：
礼林社区、洄田社区、黄家村、朱桥村、牌楼村、杨桥村、围渡村、洲上村、陈家埠村、新庄村、白土村、铺里村、坞泥畈村、新城村、塔背村、鲍畈村、甘棠村、前鲍村、老屋村、马桥村、孙塘村、程畈村、府前村、柴家村和白土峰林木良种场生活区。